# وینسنت مانسو
وینسنت مانسو (به انگلیسی: Vincent Manceau؛ زادهٔ ۱۰ ژوئیهٔ ۱۹۸۹) یک  فوتبالیست حرفه‌ای فرانسوی است که به عنوان مدافع کناری برای باشگاه گنگام لیگ ۲ بازی می‌کند.
از باشگاه‌هایی که در آن بازی کرده‌است می‌توان به آنژه اشاره کرد.